# Santa Claus Lane
Santa Claus Lane was het eerste album van de Amerikaanse zangeres Hilary Duff. Het album werd 15 oktober 2002 in de Verenigde Staten uitgebracht.

## Nummers
1. Santa Claus Lane 2:42
2. Santa Claus Is Coming to Town 3:36
3. I Heard Santa on the Radio 4:02
4. Jingle Bell Rock 2:47
5. When the Snow Comes Down in Tinseltown 3:18
6. Sleigh Ride 3:04
7. Tell Me a Story met Lil Romeo 3:40(About the Night Before)
8. Last Christmas 4:11
9. Same Old Christmas 3:17
10. A Wonderful Christmas Time 2:55